# Krzewno (osada leśna)
Krzewno (potocznie Krzewno-Leśniczówka, do 1945 Lüttkenheide) – osada leśna w województwie zachodniopomorskim, w powiecie goleniowskim, w gminie Goleniów, siedziba leśnictwa Zabrodzie, należącego do nadleśnictwa Kliniska. Sąsiaduje z Zabrodziem i do niego posiada adresowanie. W miejscowości znajdują się dwa budynki, stara oraz nowa leśniczówka.  Przy granicy miasta Goleniowa (ul. S. Żeromskiego) znajduje się miejscowość o takiej samej nazwie.

## Geografia
Krzewno usytuowane jest przy drodze powiatowej łączącej Goleniów z Bolechowem. Miejscowość położona w Puszczy Goleniowskiej. W okolicach leśniczówki przepływa rzeka Ina oraz uchodzące do niej Biała Struga i Bielawka.

## Przynależność administracyjna
Niemiecką leśniczówki Lüttkenheide stosowano w XIX wieku wymiennie z Holländerei (od sąsiedniego Zabrodu). W 1948 roku ustalono urzędowo polską nazwę osady Krzewno. Leśniczówkę włączono jednak w obręb miasta Goleniów. Osadę wraz z przyległymi lasami ponownie wyłączono z granic miasta z początkiem 1969 roku i włączono w skład gromady Goleniów. W późniejszych latach została jednak połączona z osadą Zabród. Obecnie funkcjonuje jako niezależna osada leśna, jednak wciąż posiada adresowanie do Zabrodu, a leśnictwo, którego jest siedzibą, wciąż posiada nazwę „Zabrodzie”. W maju 2024 roku rozpoczęły się konsultacje społeczne w sprawie zmiany nazwy osady na „Krzewno-Leśniczówka” i włączenia jej do osady Zabród.

## Historia
Leśniczówka Lüttkenheide i przyległe do niej lasy były w XIX wieku własnością miasta Goleniów. Podczas wojen napoleońskich znaczna część lasów została wycięta, ponieważ miasto potrzebowało drewna i funduszy na utrzymanie stacjonujących w nim wojsk francuskich.
Na początku XX wieku leśniczy Beno Lindner wytyczył od granic miasta liczącą około 7 km ścieżkę rowerową, przedzielając drewnianymi palikami biegnącą przez las drogę powiatową. 

## Stara leśniczówka
Stara leśniczówka w Krzewnie wraz z zagrodą została wpisana do gminnej ewidencji zabytków. Budynki tworzące zagrodę wzniesiono w 2 połowie XIX wieku. Leśniczówkę datuje się na 3 ćwierć XIX wieku, stodołę i budynek inwentarski na 4 ćwierć XIX wieku, a budynek gospodarczy i piekarnia na początek XX wieku. Zachowany został pierwotny, XIX-wieczny układ przestrzenny, łącznie z drogami dojazdowymi.
Budynek leśniczówki wzniesiono na planie prostokąta o wymiarach 14,9 na 11,7 m. Pod względem architektury jest on typową dla terenów Pomorza szerokofrontową chałupą chłopską. Posiada fundamenty murowane z kamieni polnych oraz ceglane ściany. Szczyty dachu mają konstrukcję ryglową, a więźba dachowa – krokwiowo-jętkową.

## Ludzie związani z Krzewnem
- Ludwik Grycz (1920–2010) – w 1945 roku odpowiedzialny za organizację nadleśnictwa Goleniów, później przez 15 lat kierował leśnictwem Bukowina (obecnie leśnictwo Zabrodzie). Współzałożyciel Kółka Rolniczego i Banku Spółdzielczego w Goleniowie. W 2006 roku odznaczony tytułem Zasłużonego Mieszkańca Gminy Goleniów[15][16].